# بخش چهیندوارا
بخش چهیندوارا (به انگلیسی: Chhindwara district) یک منطقهٔ مسکونی در هند است که در Jabalpur division واقع شده‌است. بخش چهیندوارا ۱۱٬۸۱۵ کیلومتر مربع مساحت و ۲٬۰۹۰٬۹۲۲ نفر جمعیت دارد.